# Marie-Thérèse Bardet
Marie-Thérèse Louise Bardet (2 de junho de 1898 – 8 de junho de 2012) foi uma supercentenária francesa. Ela foi reconhecida como a pessoa mais velha da Europa e a sétima pessoa mais velha do mundo, no momento da morte em 2012.

## Biografia
Bardet nasceu em Lorient, Bretanha, filha de Marie-Louise Jegat, uma mãe solteira que desistiu de sua filha para as autoridades francesas. Ela casou e teve 2 filhos: Leon e Jeanne. Ela tornou-se a pessoa viva mais velha da França e da Europa em 1 de janeiro de 2012, após a morte de Marcelle Narbonne.
Bardet morreu em uma casa de aposentadoria em Pontchâteau, Loire-Atlantique, França, em 8 de junho de 2012, apenas 6 dias depois de comemorar seu aniversário de 114 anos. Ela foi sobrevivida por seus dois filhos, 7 netos, 15 bisnetos e 6 tataranetos.
Bardet foi sucedida como a pessoa viva mais velha da Europa por Maria Redaelli.